# Igbo Ukwu
Igbo Ukwu – miasto w Nigerii, w stanie Anambra.